# InZOI
《inZOI》是一款生活模擬遊戲。本作由inZOI Studio以虚幻引擎5开发，原计划于2024年第四季推出，但官方于2024年11月7日宣布推迟至2025年3月28日。

## 內容與玩法
本作采用真实韩国风格，与《模拟人生》类似，但也有些许不一样的玩法如“工作”的内容更深入。

## 开发与发行
2023年韓國國際遊戲展示會上，魁匠團展示包括使用虚幻引擎5开发的《inZOI》及其他作品。魁匠團的CEO金昌漢表示玩家在游戏中将扮演公司的实习生，而工作内容是管理社区的生活，并表示预告片中的猫实际上是公司的老板。
2024年，官方宣布本作将在該年内于Microsoft Windows上推出。同11月7日，官方在X发文宣布本作抢先体验发布日期推迟至2025年3月28日。
2025年3月19日舉行線上直播，公布價格為39.99美元。

## 外部連結
- 官方网站